# Ascochyta trifolii
Ascochyta trifolii är en svampart som beskrevs av Siemaszko 1914. Ascochyta trifolii ingår i släktet Ascochyta, ordningen Pleosporales, klassen Dothideomycetes, divisionen sporsäcksvampar och riket svampar.   Inga underarter finns listade i Catalogue of Life.